# Шахнавазов, Рамазан Абдусамадович
Рамазан Абдусамадович Шахнавазов (род. 1961, Мургук, Сергокалинский район, Дагестанская АССР) — российский государственный деятель, юрист. 
Прокурор Республики Дагестан с 24 апреля 2013 по 9 февраля 2018 года. По национальности — даргинец.

## Биография
Рамазан Шахнавазов родился в 1961 году в селе Мургук Сергокалинского района. В 1988 году окончил Свердловский юридический институт.

## Карьера
После окончания вуза (с 1988 года по 1994 год) он работал в органах прокуратуры Казахской ССР.
В 1994 году был назначен прокурором отдела по надзору за расследованием особо важных дел прокуратуры Республики Дагестан, в том же году по 2001 год переведён прокурором в город Избербаш Республики Дагестан.
В 2001—2005 годах работал заместителем начальника управления Генеральной прокуратуры Российской Федерации в Южном федеральном округе.
С 2007 года по 2008 был заместителем прокурора Нижегородской области, а в 2008—2013 годах — первым заместителем прокурора Нижегородской области.
Приказом Генерального прокурора Российской Федерации от 24 апреля 2013 года после увольнения предыдущего прокурора (Андрея Назарова) назначен на должность прокурора Республики Дагестан.
Ушел в отставку в феврале 2018 года.

## Награды и звания

### Награды
- «Почетный работник прокуратуры Российской Федерации».
- «За безупречную службу в прокуратуре Российской Федерации».
- Именное оружие.

### Звания
- Государственный советник юстиции 2 класса.
- Кандидат юридических наук[7].